# Jan Stanisław Jabłonowski (marszałek sejmu)
Jan Stanisław Jabłonowski  herbu Prus III (ur. 1600 w Łuczy, zm. 1647) – marszałek sejmu nadzwyczajnego w Warszawie w 1637 roku i marszałek sejmu zwyczajnego w Warszawie w 1640 roku, miecznik wielki koronny od 1642, podczaszy wielki koronny od 1638.

## Życiorys
Był synem Macieja Jabłonowskiego (ok. 1569–1619) – rotmistrza koronnego i Katarzyny Kłomnickiej.
Poślubił w 1630 Annę Ostroróg herbu Nałęcz (1610–1648) – córkę Jana Ostroroga (1565–1622) wojewody, mówcy, pisarza. Był posłem na sejm 1646 roku. 
Znany z obywatelskiej postawy, wobec prób zerwania sejmu oświadczył Jestem posłem całej Rzeczypospolitéj, а jeśli nic nie sprawiwszy rozejdziemy się, nie będziecie mi mogli przed królem ust zamknąć, żebym się nie uskarżał i nie protestował przeciwko tym, którzy ojczyznę bez żadnéj obrony opuszczają, któréj i ja, na pograniczu mieszkając wielce potrzebuję.
Poseł sejmiku halickiego na sejmy ekstraordynaryjne 1634, 1637, 1642, 1647 roku. Poseł na sejm zwyczajny 1635 roku, sejm zwyczajny 1637 roku, sejm 1638 roku, sejm 1639 roku, sejm 1640 roku, sejm 1641 roku, sejm 1643 roku, sejm 1645 roku, sejm 1646 roku.
Jego synem był Stanisław Jan Jabłonowski herbu Prus III (ur. 3 kwietnia 1634 w Łuczy koło Jabłonowa, zm. 3 kwietnia 1702 we Lwowie) – hetman wielki koronny od 1683, hetman polny koronny od 1676, kasztelan krakowski od 1692, wojewoda ruski od 1664, oboźny wielki koronny od 1661, strażnik wielki koronny od 1660, polski dowódca.
Miał też córkę Zofię Jabłonowską, którą poślubił Jan Franciszek Dzieduszycki h. Sas i córkę Katarzynę Jabłonowską poślubioną przez Krzysztofa Chodorowskiego – podkomorzego lwowskiego.
Wnuczką Jana Jabłonowskiego była Anna Leszczyńska, żona Rafała Leszczyńskiego – matka króla Stanisława Leszczyńskiego.